# Acrogynomyces
Acrogynomyces är ett släkte av svampar. Acrogynomyces ingår i familjen Laboulbeniaceae, ordningen Laboulbeniales, klassen Laboulbeniomycetes, divisionen sporsäcksvampar och riket svampar.